# Michele Glica
Michele Glica (in latino Michael Glyca; in greco Μιχαήλ Γλυκάς?; Corfù, 1125 circa – Costantinopoli, 1204) è stato uno storico, astrologo, teologo e poeta bizantino.

## Biografia
Sembra debba essere identificato con Michele Sikidites, segretario dell'imperatore Manuele I Comneno (1143-1180), in fama di astrologo, il quale cadde in disgrazia (1158 o 1159) e fu accecato. Durante la prigionia Michele Glica scrisse una Supplica in versi (581 politici) all'imperatore. Si rivolse nuovamente all'imperatore nel 1161 inviandogli una raccolta di proverbi, uno dei più antichi documenti della letteratura popolare bizantina.
La sua fama è legata principalmente al suo Βίβλος χρονική ("Cronaca", "Annali"), una rassegna cronologica degli avvenimenti storici da Adamo alla morte dell'imperatore romano d'Oriente Alessio I Comneno (1118), compendio di natura didascalica composto in uno stile in cui si trovano fuse le tendenze classica e popolare. È inoltre autore di trattati teologici e astrologici.

## Opere
Glica scrisse una cronaca universale, dalla creazione di Adamo alla morte di Alessio I Comneno (1118), che rimane la sua opera più nota e in cui si trovano fuse le tendenze classica e popolare. Compose inoltre un'opera esegetica sulle aporie delle Sacre Scritture, un epistolario e alcuni poemetti, tra cui i "Versi dal carcere" inviati in supplica a Manuele I Comneno.

## Edizioni
- Annales Michaeli Glycae Siculi, qui lectori praeter alia cognitu iucunda & utilia, Byzantinam historiam uniuersam exibent: nunc primum Latinam in linguam transscripti et editi per Io. Leuuenclaium. Ex Io. Sambuci V.C. bibliotheca. Accessit index geminus locupletiss, Basileae: per Episcopios, 1572 (Basileae: ex officina Episcopiana, per Eusebium Episcopium & Nicolai fr. haeredes, 1572 mense Septembri)
- Tou kyrou Michael Glyka Sikeliotou Biblos chronike. Michaelis Glycae Siculi, annales, a mundi exordio vsque ad obitum Alexii Comneni imper. Quatuor in partes tributi. Philippus Labbe, ... Graecum textum, ex pluribus mss. codicibus primus in lucem edidit: Ioannis Lewnklauii Amelburni interpretationem recensuit, atque emendauit, Parisiis: e typographia regia, 1660 (Parisiis: in typographia regia, curante Sebastiano Cramoisy, regis ac reginae architypographo, 1659)
- Michaelis Glycae Epistularum. Florentiae: ex typographio Petr. Caiet. Vivianii, 1736
- Michaelis Glycae annales, recognovit Immanuel Bekkerus. Bonnae: impensis ed. Weberi, 1836 (on-line)